# Établissement public territorial Boucle Nord de Seine
Établissement public territorial Boucle Nord de Seine ist ein französischer Gemeindeverband mit der Rechtsform eines Établissement public territorial (EPT) in den Départements Hauts-de-Seine und Val-d’Oise der Region Île-de-France. Der Gemeindeverband wurde am 1. Januar 2016 gegründet und umfasst sieben Gemeinden. Der Verwaltungssitz befindet sich im Ort Gennevilliers. Eine Besonderheit ist die Département-übergreifende Struktur der Mitgliedsgemeinden.

## Historische Entwicklung
Der Gemeindeverband entstand mit Wirkung vom 1. Januar 2016 im Zuge der Neuschaffung dieser Rechtsform eines Gemeindeverbandes und bezweckt vor allem die teilweise Dezentralisierung der Kommunalverwaltung in der riesigen Métropole du Grand Paris. Die Mitgliedsgemeinden gehören daher beiden Gemeindeverbänden an.

## Mitgliedsgemeinden
| Gemeinde                                              | Einwohner 1. Januar 2022 | Fläche km² | Dichte Einw./km² | Code INSEE | Postleitzahl | Département    |
| ----------------------------------------------------- | ------------------------ | ---------- | ---------------- | ---------- | ------------ | -------------- |
| Argenteuil                                            | 107.135                  | 17,22      | 6.222            | 95018      | 95100        | Val-d’Oise     |
| Asnières-sur-Seine                                    | 91.457                   | 4,82       | 18.974           | 92004      | 92600        | Hauts-de-Seine |
| Bois-Colombes                                         | 29.376                   | 1,92       | 15.300           | 92009      | 92270        | Hauts-de-Seine |
| Clichy                                                | 65.102                   | 3,08       | 21.137           | 92024      | 92110        | Hauts-de-Seine |
| Colombes                                              | 90.692                   | 7,81       | 11.612           | 92025      | 92700        | Hauts-de-Seine |
| Gennevilliers                                         | 50.874                   | 11,64      | 4.371            | 92036      | 92230        | Hauts-de-Seine |
| Villeneuve-la-Garenne                                 | 25.566                   | 3,20       | 7.989            | 92078      | 92390        | Hauts-de-Seine |
| Établissement public territorial Boucle Nord de Seine | 462.687                  | 49,69      | 9.311            | –          | –            | –              |